# El Niño costero

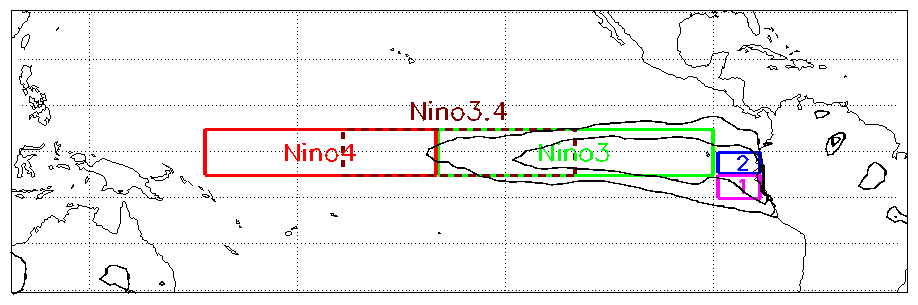

El Niño costero, también llamado Fenómeno de El Niño costero (FEN costero) o El Niño Oriental, es un evento climatológico que consiste en el calentamiento anómalo de las aguas del Océano Pacífico ecuatorial en las proximidades de las costas sudamericanas, lo que implica que afecta el clima de países como Perú, Ecuador y en ocasiones precisas a Chile.
Es un fenómeno local que no afecta el clima a nivel mundial, por lo que hay que resaltar la diferencia con El Niño, el cual es un fenómeno climático global de mayores dimensiones que consiste en el calentamiento anómalo del Pacífico central y ecuatorial. Es por esto que se considera que el Niño costero, a diferencia de El Niño global, no está relacionado directamente con el patrón climático ENOS (El Niño-Oscilación del Sur).
Para identificar El Niño costero, el Comité Multisectorial Encargado del Estudio Nacional del Fenómeno El Niño (EFEN) creó el Índice Costero El Niño (ICEN).
Los fenómenos de 1982-83, 1997-98, 2017 y 2023-24 presentaron condiciones de El Niño costero.

## Características
Climatológicamente, el incremento de calor y lluvias va acompañado de un fortalecimiento de los vientos alisios del norte provenientes de Centroamérica, con fortalecimiento de la corriente de Panamá, que bajo estas condiciones se denomina corriente del Niño, la cual es cálida y viene de norte a sur. Hay debilitamiento de los vientos alisios del sur, así como de la corriente de Humboldt, lo que implica que los ecuadores climatológicos como el ecuador térmico, el cinturón de lluvias

## Comparación entre el Niño costero y El Niño global
Para los estudiosos peruanos del clima, el fenómeno del Niño (FEN) tiene dos variantes: el más conocido es El Niño (FEN global), con consecuencias a escala mundial, y el Niño costero (FEN costero), un evento local. Se considera que un Niño global es un evento "muy fuerte" cuando las temperaturas del Pacífico ecuatorial han aumentado por encima de 2 °C durante al menos tres meses, mientras que un Niño costero es un evento más repentino y de menor duración. En los últimos 150 años se han producido unos cuatro niños globales muy fuertes en 1877-78, 1982-83, 1997-98 y en 2014-16; y unos tres niños costeros, en 1891, 1925 y recientemente el Niño e Invierno Altiplánico de 2019.
Comparando ambos fenómenos, El Niño global tiene como fuente de predectibilidad climática a ENOS (Oscilación del sur), lo que aporta la gran ventaja de permitir hacer pronósticos con varios meses de anticipación debido a que está más estudiado y en un área más amplia; además la dinámica es más lenta debido a la velocidad de las onda Kelvin y Rossby
ecuatoriales al cruzar el Pacífico y lo que demora la interacción con la atmósfera. En cambio, el Niño costero está más relacionado con la migración de la Zona de convergencia intertropical hacia el sur del ecuador terrestre por la alteración de los vientos alisios y la presencia de un intensa banda lluviosa en el Pacífico ecuatorial sudamericano, además de la presencia de la corriente del Niño en el Perú.
En ambos fenómenos hay un calentamiento de la superficie oceánica, pero mientras que en el Niño global la capa de agua afectada es de unos 100 metros, en el Niño costero esta capa es de unos 30 metros, lo que hace que el Niño costero tenga una dinámica bastante más rápida y el calentamiento puede ocurrir en escala de semanas.
| |  |
| Comparación entre El Niño costero durante marzo de 2017 con El Niño global durante diciembre de 1997. |  |

## Eventos

### El Niño costero de 2023-2024
El ciclón Yaku aumentó las condiciones de lluvias extremas en los departamentos de Tumbes, Piura y Lambayeque. El 8 de marzo, se reportó lluvias en los departamentos de Tumbes, Piura, Lambayeque, La Libertad, Áncash y Lima. El 10 de marzo, el río La Leche en Lambayeque se desbordó afectando al distrito de Íllimo. En el departamento de La Libertad, hubo inundaciones en las provincias de Chepén y Pacasmayo luego de lluvias torrenciales. Informes del SENAMHI indicaron que los departamentos de Lambayeque y La Libertad superaron el registro histórico de acumulación de lluvias en 24 horas reportando valores no registrados desde El Niño de 1998 y El Niño de 2017. El inicio de clases en los colegios nacionales peruanos que fue programado para el 13 de marzo fue suspendido para el 20. El SENAMHI emitió un aviso de nivel rojo en Ica, Huancavelica y Ayacucho ante una posible activación de huaicos, como los fenómenos de 2019 y 2020.

### El Niño costero de 2017

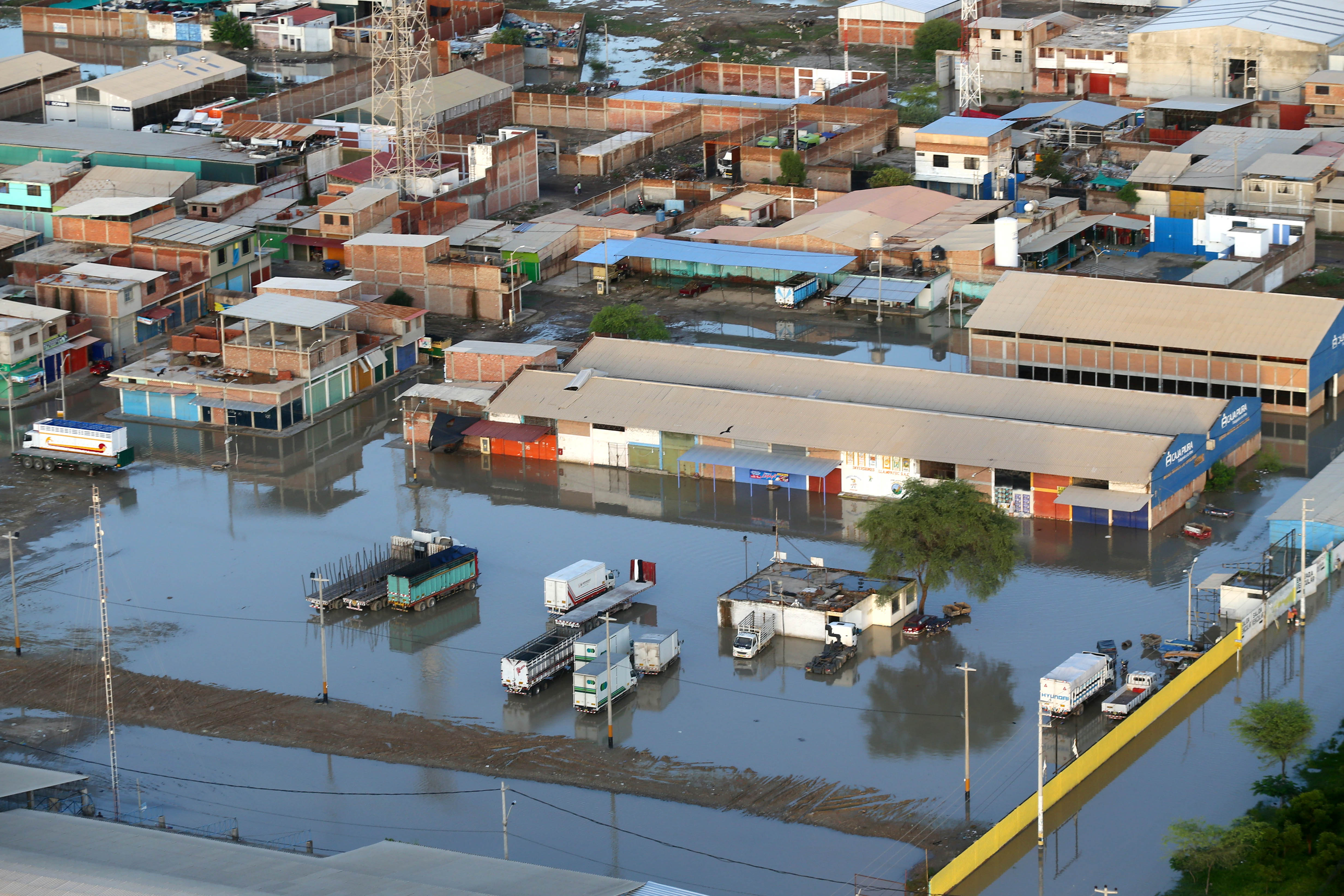
Inundación en la localidad de Castilla, en Piura-Perú (marzo de 2017).

Este evento constituyó el mayor desastre en la región desde 1998. Las lluvias arreciaron desde fines de enero de 2017 y su mayor impacto fue a fines de marzo, durando hasta abril. En Perú se reportó un total de 101 fallecidos, 353 heridos, 19 desaparecidos, 141 000 damnificados y casi un millón de afectados; mientras que en Ecuador se reportaron 16 fallecidos. En Perú, las precipitaciones tuvieron un incremento en todo el país, produciendo lluvias torrenciales y tormentas eléctricas que ocasionaron desbordes, inundaciones, derrumbes huaicos (aluviones), registrándose más lluvias en la selva, nevadas o granizadas en la sierra, y afectando especialmente a las regiones costeras de Tumbes, Piura, Lambayeque, La Libertad, Ancash y Lima. En Ecuador se afectó especialmente las provincias de El Oro, Loja, Azuay y la ciudad de Guayaquil, produciéndose lluvias 5 veces mayores de lo común.
El fenómeno repercutió también en áreas de Colombia, Bolivia y norte de Chile. Esto produjo un incremento en las lluvias de Perú pero también hubo un efecto en Chile: las temperaturas. Tanto máximas como mínimas durante el verano 2016/2017 en la costa norte de Chile presentaron un incremento importante, produciendo olas de calor de gran duración y también, de gran intensidad. Por ejemplo, la cantidad de tardes con temperaturas extremas alcanzaron 38, 46 y 29 días en Arica, Iquique y Antofagasta, respectivamente, mientras que estas mismas ciudades pasaron casi un tercio del verano bajo condiciones muy cálidas en la noche.
Las temperaturas de la superficie del mar en las costas de Perú y Chile han venido en aumento desde diciembre de 2016 y han alcanzado valores entre +2 y +4 °C por sobre lo normal, en enero de 2017. La posible explicación se debe al Anticiclón Subtropical del Pacífico Sur, estuvo más débil y levemente desplazado hacia el sur de su posición normal. Los vientos fuertes de la costa e del área marítima se debilitaron, generando dos efectos:
(1) disminución de la surgencia de las aguas frías;
(2) disminución de la nubosidad. 
Esto produjo un aumento de la temperatura de la agua del mar en todo el borde continental . Arica, Iquique y Antofagasta han presentado niveles anormalmente bajos de nubosidad y temperaturas altas,  producto de la cercanía con esta área de mayor temperatura.

### El Niño costero de 1925
En 1925 se presentó un Meganiño costero que produjo lluvias copiosas en la costa norte peruana desde mediados de enero hasta fines de abril de 1925. Fue considerado una catástrofe que produjo gravísimos daños, con desbordes e inundaciones. La temperatura del mar aumentó grandemente, produciendo gran mortandad de peces y aves guaneras, tal como se vio en las playas, además de desaparición del plancton. Los departamentos más afectados fueron Tumbes, Piura y Lambayeque, produciéndose crisis de alimentos, de transporte, aparición de plagas y epidemias de malaria o paludismo, beriberi, disentería y otras enfermedades tropicales que hicieron gran número de víctimas mortales. Para graficar la magnitud, se puede observar que en Trujillo, el promedio de lluvia anual que era de 35 mm llegó a 395 mm en marzo de 1925, mientras que la temperatura del mar usual de marzo de 19 °C, llegó a 27 °C este año.
Es importante destacar que terminado este Niño costero, se inicia un Niño global que tuvo la calificación de "fuerte" y que duró desde julio de 1925 hasta agosto de 1926, lo que produjo en el Perú lluvias copiosas anómalas durante el verano austral de 1926, pero no tan fuertes como las de 1925.

### El Niño costero de 1891
En el Perú de 1891, un verano muy caluroso estuvo acompañado de fuertes y catastróficas lluvias, especialmente en la costa norte. El fenómeno se extendió desde el sur de Ecuador hasta Pisco. Se ha podido establecer que este evento fue un Meganiño costero y no global, debido a que los valores del Índice de Oscilación Sur, los cuales están reconstruidos a partir de 1876, así lo señalan. Fuertes lluvias afectaron gravemente el norte desde mediados de febrero, en marzo afectaron la costa central y duraron hasta mediados de abril. La Sociedad Geográfica de Lima identificó el rol importante que jugó la irrupción de la corriente cálida de El Niño proveniente del litoral ecuatoriano y que llegó hasta La Libertad.
Se estima que los fallecidos superaron largamente los dos mil en todo el país, pasando de cincuenta mil los damnificados. Los daños fueron muy grandes debido a las inundaciones en sembríos y ciudades como Piura y Trujillo, desbordes, aluviones, cambio del cauce de ríos en Piura, aislamiento de poblaciones (Huaraz se aisló casi 3 meses), la costa de Ancash quedó en ruinas, hubo escasez de alimentos, epidemias de paludismo y cólera, y todos los ferrocarriles se dañaron, incluso el del sur. Luego de este Niño, en Piura sobrevino una sequía de 20 años.

### Meganiños más antiguos
Es muy difícil establecer detalles climatológicos que permitan identificar meganiños más antiguos, por lo que para ello se usan las crónicas históricas. Se pueden encontrar relatos que hablan de inundaciones y desbordes nunca antes vistos para determinadas localidades, cuando en realidad muchos desastres muestran patrones que se repiten después de décadas, pero que son olvidados por la memoria colectiva, llegándose a creer por ejemplo, que por quebradas y "ríos secos", nunca pasó el agua. Tal es el caso del Niño de 1728, en que llovió torrencialmente en la costa norte peruana de febrero a marzo y durante 40 días, inundando ciudades y destruyendo campos, y donde se identificó la relación de este fenómeno con la presencia de fuertes vientos del noroeste.